# Плазмодии
Плазмодиите (Plasmodium, на гръцки: αμοιβή „промяна“) са род едноклетъчни организми. Има неправилна, постоянно променяща се форма. Придвижва се посредством псевдоподи (лъжливи крачка) или флагелуми (с тях саркодовите се движат сравнително бавно – 1 до 7 μm/s).
Този подтип е обособен на базата на двигателните органели.

## Анатомия
Псевдоподите (лъжливите крачка) са временни образувания на цитоплазмата с различна форма и големина. С тяхна помощ амебата се придвижва. Псевдоподите могат да бъдат: лобоподи, филоподи, аксоподи или ризоподи. Също с тях улавя храната си, след което я поставя в цитоплазмата си за да я усвои.

## Хранене
Амебата се храни като обгражда храната си (бактерии, едноклетъчни водорасли, остатъци от мъртви организми). Около нея се образува тънка ципа, през която от цитоплазмата навлизат смилателни сокове. Те смилат храната и отделят от нея хранителни молекули, които преминават в цитоплазмата, а несмлените остатъци се изхвърлят извън клетката.
Амебата диша с кислород, който влиза заедно със HCL през клетъчната мембрана. С участието на кислорода става разграждане на хранителните молекули и се отделя необходимата за живота на амебата енергия.
Тя може да издържа без вода, но много малко.